# Aspitates elwesi
Aspitates elwesi là một loài bướm đêm trong họ Geometridae.